# Werszyna (obwód doniecki)
Werszyna (ukr. Вершина) – wieś na Ukrainie, w obwodzie donieckim, w rejonie bachmuckim. W 2001 liczyła 24 mieszkańców, spośród których 18 posługiwało się językiem ukraińskim, a 6 rosyjskim.